# Le déshabillage impossible
Le déshabillage impossible è un cortometraggio francese del 1900 diretto da Georges Méliès.
Nel 1903 Alice Guy dirige un remake intitolato Comment monsieur prend son bain.

## Trama
Un uomo sta per mettersi a letto, ma la cosa risulta impossibile perché man mano che si spoglia gli compaiono addosso nuovi vestiti. Sta per andare sotto le coperte vestito, quando il letto prende il volo.